# Municipio de Cedar (condado de Black Hawk)
Cedar Township es un municipio del condado de Black Hawk, Iowa, Estados Unidos. Según el censo de 2020, tiene una población de 1531 habitantes.
Es una subdivisión exclusivamente geográfica, por cuanto el estado de Iowa no utiliza la herramienta de los townships como municipios.

## Geografía
El municipio está ubicado en las coordenadas 42°23′22″N 92°15′27″O / 42.38944, -92.25750 (42.389416, -92.257586).